# Représentations diplomatiques de Saint-Marin

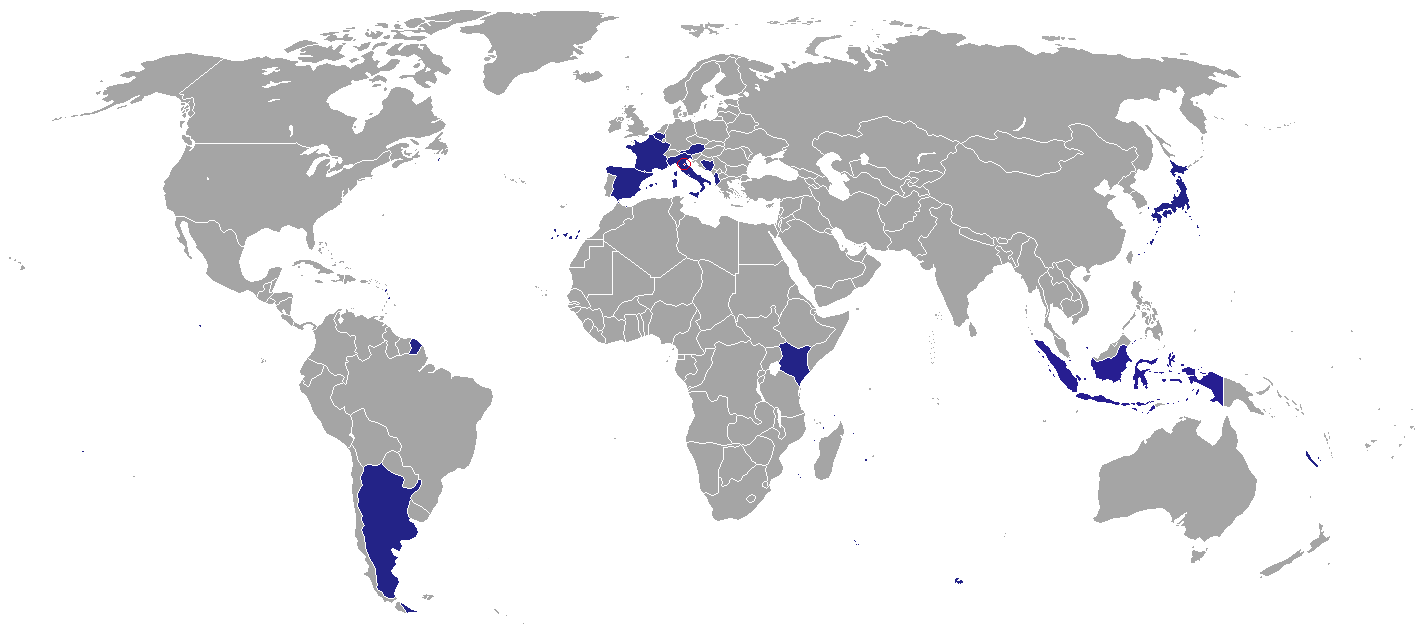
Pays avec des missions diplomatiques saint-marinaises.

Ceci est une liste des représentations diplomatiques de Saint-Marin, à l'exclusion des consulats honoraires. 
Saint-Marin a une présence diplomatique très modeste, surtout concentrée en Europe. 

## Auprès d'un pays
| Afrique | Amériques                                                           | Asie-Pacifique                                                              | Europe |
| --- | ------------------------------------------------------------------- | --------------------------------------------------------------------------- | --- |
| - Kenya (Nairobi)                                                                                                | - Argentine (Buenos Aires) - États-Unis (New-York)                  | Asie - Indonésie (Jakarta) - Japon (Tokyo) - Viêt Nam (Singapour) Pacifique | \| - Albanie (Tirana) - Autriche (Vienne) - Belgique (Bruxelles) - Bosnie-Herzégovine (Sarajevo) - Espagne (Madrid) \| - France (Paris) - Italie (Rome) - Suisse (Genève) - Vatican (Rome) \| |
| - Albanie (Tirana) - Autriche (Vienne) - Belgique (Bruxelles) - Bosnie-Herzégovine (Sarajevo) - Espagne (Madrid) | - France (Paris) - Italie (Rome) - Suisse (Genève) - Vatican (Rome) |                                                                             | |

## Auprès d'organisations internationales
- Bruxelles (mission permanente auprès de l'Union européenne)
- Genève (mission permanente auprès des Nations unies et d'autres organisations internationales)
- New York (mission permanente auprès des Nations unies)
- Paris (mission permanente auprès de l'UNESCO)
- Strasbourg (mission permanente auprès du Conseil de l'Europe)

## Galerie

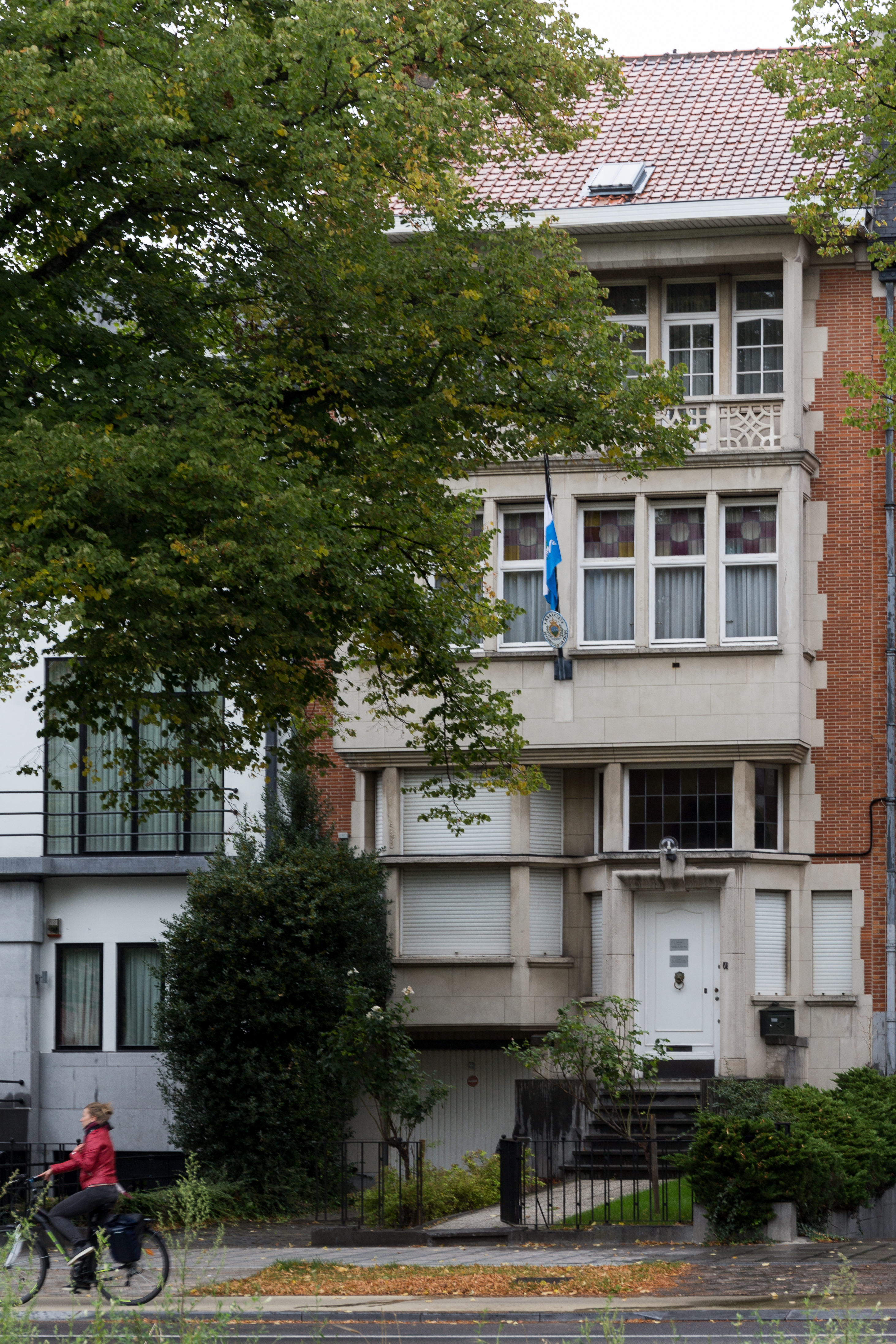
Ambassade à Bruxelles.
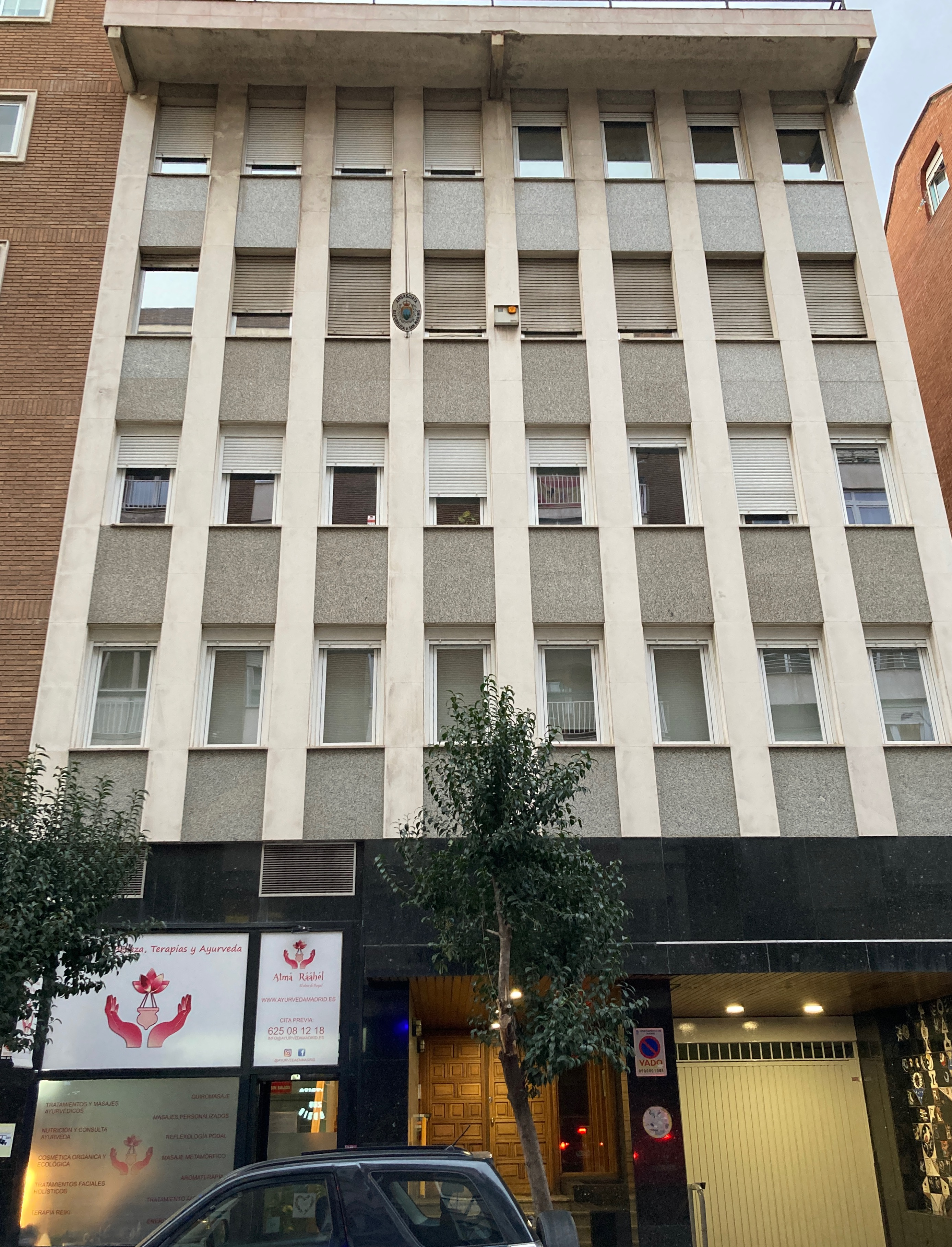
Ambassade à Madrid.
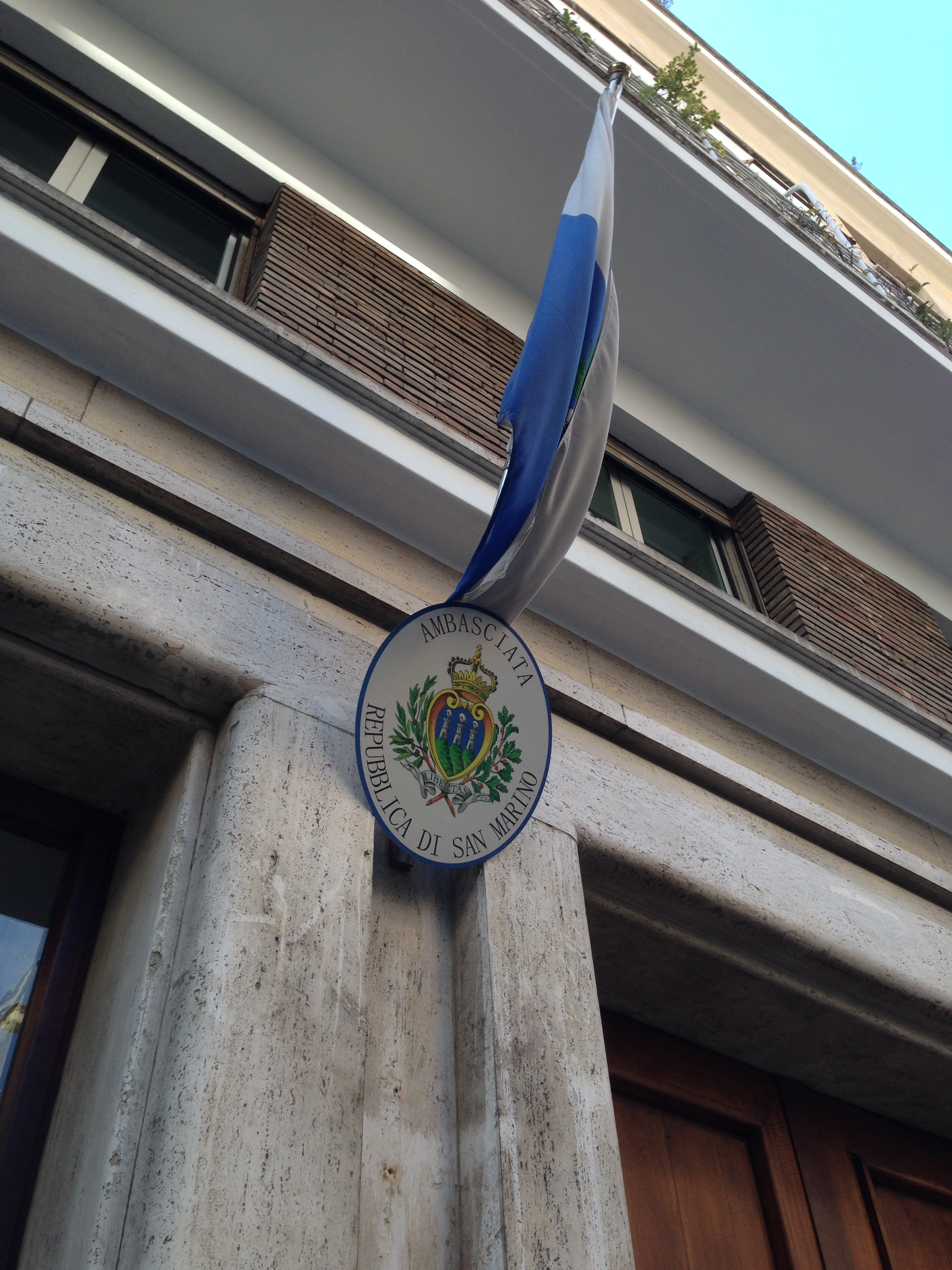
Ambassade à Rome.
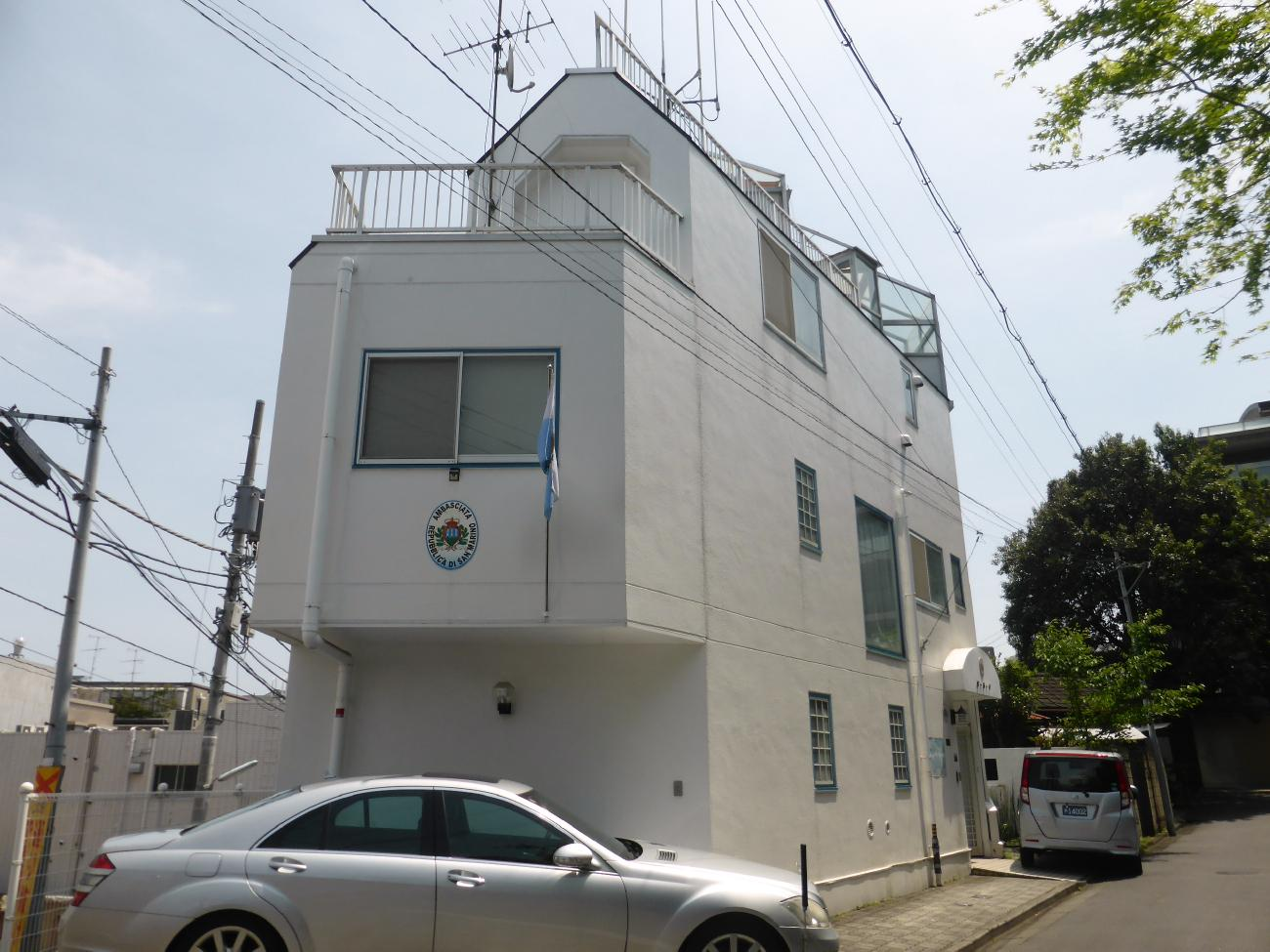
Ambassade à Tokyo.
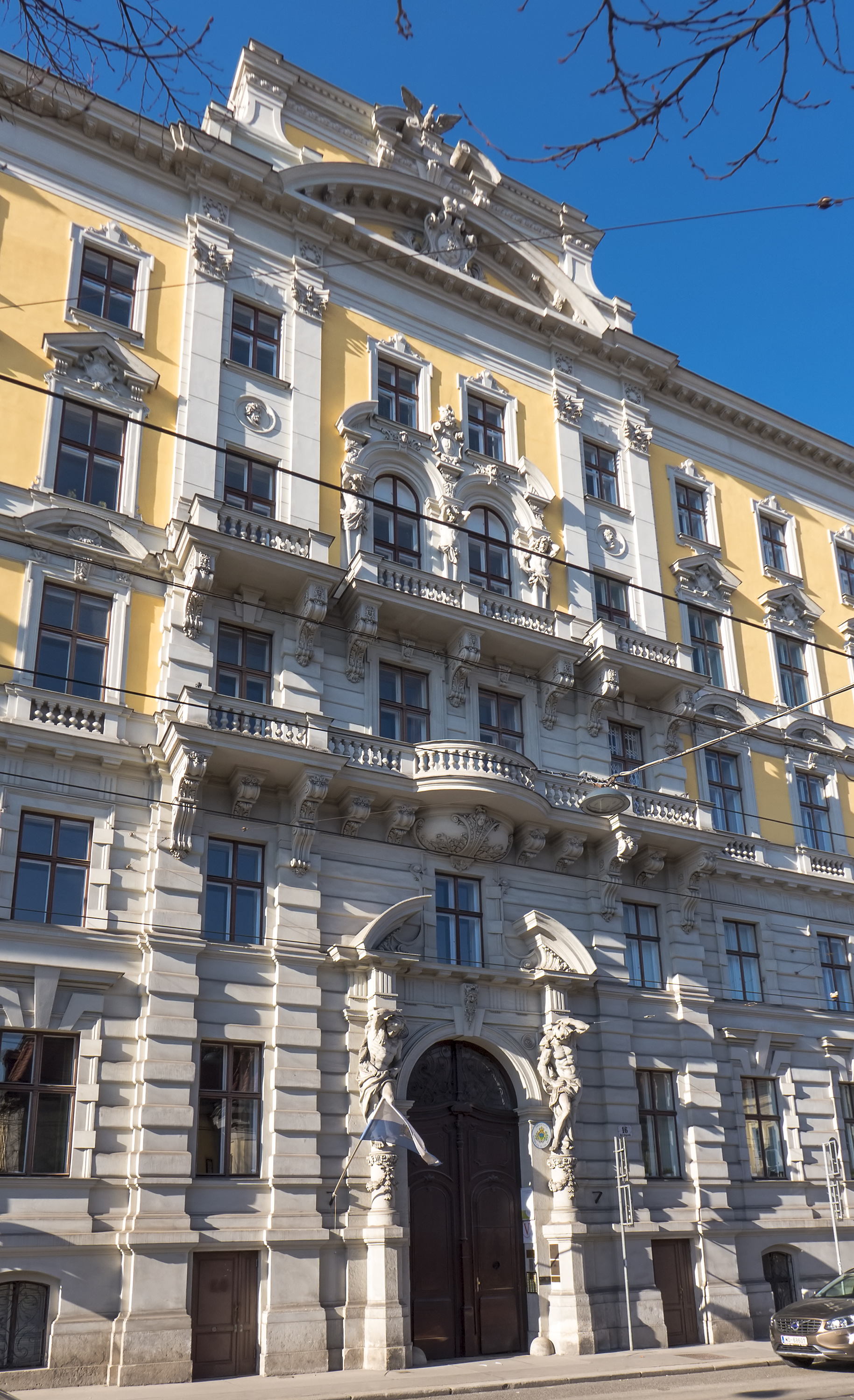
Ambassade à Vienne.